# Fukomys mechowii
Fukomys mechowii là một loài động vật có vú trong họ Bathyergidae, bộ Gặm nhấm. Loài này được Peters mô tả năm 1881.